# Knox Goes Away
Knox Goes Away är en amerikansk thriller från 2023. Filmen är regisserad av Michael Keaton efter ett manus skrivet av Gregory Poirier. Keaton har även huvudrollen. 
Filmen hade världspremiär på Toronto International Film Festival i september 2023. Den hade biopremiär i Sverige den 15 mars 2024, utgiven av Noble Entertainment.

## Handling
Filmen kretsar kring lönnmördaren John Knox, som diagnostiserats med en snabbt växande form av demens, kallad Creutzfeldt–Jakobs sjukdom. Han erbjuds möjlighet att göra rätt för sig genom att rädda livet på sin vuxna son.

## Rollista (i urval)
- Michael Keaton – John Knox
- Al Pacino – Xavier Crane
- Marcia Gay Harden – Ruby Knox
- James Marsden – Miles Knox
- Suzy Nakamura – detektiv Emily Ikari
- John Hoogenakker – detektiv Rale
- Joanna Kulig – Annie
- Ray McKinnon – Thomas Muncie
- Lela Loren – Cheryl Knox